# Halichondria isthmica
Halichondria isthmica är en svampdjursart som först beskrevs av Keller 1883.  Halichondria isthmica ingår i släktet Halichondria och familjen Halichondriidae.
Artens utbredningsområde är Röda havet. Inga underarter finns listade i Catalogue of Life.